# Fendou (häradshuvudort i Kina, lat 45,21, long 130,90)
Fendou (kinesiska: 奋斗, 恒山区) är en häradshuvudort i Kina. Den ligger i provinsen Heilongjiang, i den nordöstra delen av landet, omkring 340 kilometer öster om provinshuvudstaden Harbin. Fendou ligger 223 meter över havet och antalet invånare är 160 180. Befolkningen består av 78 483 kvinnor och 81 697 män. Barn under 15 år utgör 8,0 %, vuxna 15-64 år 78 %, och äldre över 65 år 12,0 %.
Runt Fendou är det ganska tätbefolkat, med 230 invånare per kvadratkilometer. Närmaste större samhälle är Jixi, 10,7 km norr om Fendou. Omgivningarna runt Fendou är en mosaik av jordbruksmark och naturlig växtlighet.
Genomsnittlig årsnederbörd är 855 millimeter. Den regnigaste månaden är juli, med i genomsnitt 176 mm nederbörd, och den torraste är januari, med 4 mm nederbörd.